# Södra Väne landskommun
Södra Väne landskommun var en tidigare kommun i dåvarande Älvsborgs län.

## Administrativ historik
Kommunen bildades vid kommunreformen 1952 som storkommun genom sammanläggning av de tidigare kommunerna Gärdhem, Väne-Åsaka och Norra Björke. Kommunen hade sitt administrativa centrum i Gärdhem, och fick sitt namn av att den motsvarade södra delen av Väne härad.
År 1967 införlivades Södra Väne med Trollhättans stad, sedan 1971 Trollhättans kommun.
Kommunkoden 1952-1966 var 1515

### Kyrklig tillhörighet
I kyrkligt hänseende tillhörde kommunen församlingarna Gärdhem, Norra Björke och Väne-Åsaka.

## Geografi
Södra Väne landskommun omfattade den 1 januari 1952 en areal av 171,90 km², varav 168,91 km² land.

### Tätorter i kommunen 1960
I Södra Väne landskommun fanns tätorten Halvorstorp, som hade 715 invånare den 1 november 1960. Tätortsgraden i kommunen var då 17,7 procent.

## Politik

### Mandatfördelning i valen 1950-1962
| 13 | 12 | 7 | 3 |

| 34 |

| 13 | 11 | 7 | 4 |

| 34 |

| 14 | 11 | 5 | 5 |

| 33 |

| 16 | 11 | 4 | 4 |

| 31 |